# Кузнецов, Анатолий Михайлович (металлург)
Кузнецов Анатолий Михайлович (род. 26 июля 1947, Винницкая область) — советский металлург, горновой доменной печи криворожского металлургического комбината «Криворожсталь» имени В. И. Ленина. Лауреат Государственной премии Украинской ССР в области науки и техники (1987).

## Биография
Родился 26 июля 1947 года на территории Винницкой области.
Получил среднее образование. С 1969 года — на металлургическом комбинате «Криворожсталь»: в 1969—1994 годах — горновой доменных цехов № 1 и 2. Принимал участие в запуске Доменной печи № 9.
Новатор производства, победитель соцсоревнований, ударник пятилеток. Имя внесено в Книгу трудовой славы Днепропетровской области.
Делегат XXII съезда ЛКСМУ (1973), XIII съезда металлургов СССР (1987).

## Награды
- Орден Трудовой Славы 2-й и 3-й степеней;
- Государственная премия Украинской ССР в области науки и техники (1987) — за выдающиеся достижения в труде[1];